# Medetera malaisei
Medetera malaisei är en tvåvingeart som beskrevs av Daniel J. Bickel 1987. Medetera malaisei ingår i släktet Medetera och familjen styltflugor.
Artens utbredningsområde är Myanmar. Inga underarter finns listade i Catalogue of Life.